# Kaylyn Brown
Kaylyn Brown (Charlotte, 31 dicembre 2004) è una velocista statunitense.

## Carriera
La prima competizione a cui partecipa sono i Mondiali U20 2022, in cui vince la medaglia d'oro nella staffetta 4×400 metri, insieme ai compagni di squadra Charlie Bartholomew, Madison Whyte e Will Sumner. Ad aprile 2024, invece, per la prima volta corre i 400 m in meno di 50 secondi, qualificandosi ai Giochi olimpici di Parigi 2024. L'11 maggio 2024, in un'altra competizione, migliora ulteriormente il suo tempo, correndo i 400 m in 49"47. Con questo tempo diventa la prima diciannovenne statunitense a totalizzare tempo così breve, e la seconda a livello mondiale, dietro alla tedesca Grit Breuer, che ha stabilito il record nel 1991. L'8 giugno 2024, infine, stabilisce il proprio record personale (49"13).
Prende parte ai Giochi olimpici di Parigi 2024, ottenendo una medaglia d'argento nella staffetta 4×400 metri.

## Palmarès
| Anno | Manifestazione  | Sede   | Evento        | Risultato | Prestazione | Note   |
| ---- | --------------- | ------ | ------------- | --------- | ----------- | ------ |
| 2022 | Mondiali U20    | Cali   | 4x400 m       | Oro       | 3'17"69     | [ 9 ]  |
| 2024 | Giochi olimpici | Parigi | 4x400 m       | Oro       | 3'15"27     |        |
| 2024 | Giochi olimpici | Parigi | 4x400 m mista | Argento   | 3'07"74     | [ 10 ] |